# Runjin He
Runjin He (kinesiska: 润津河) är ett vattendrag i Kina. Det ligger i provinsen Heilongjiang, i den nordöstra delen av landet, omkring 250 kilometer norr om provinshuvudstaden Harbin.
Genomsnittlig årsnederbörd är 861 millimeter. Den regnigaste månaden är juli, med i genomsnitt 289 mm nederbörd, och den torraste är januari, med 7 mm nederbörd.